# Maria Stader
Répertoire
- cantates de J.S. Bach

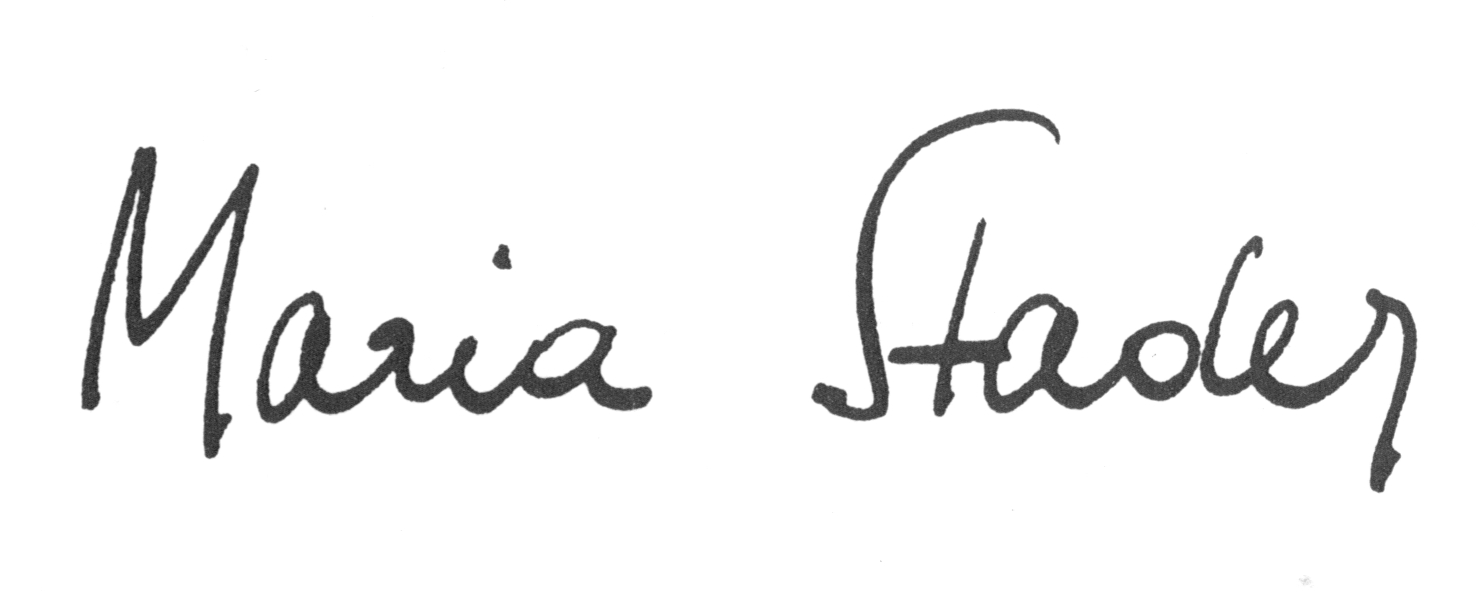

Maria Stader (née Maria Molnar le 5 novembre 1911 à Budapest, Hongrie - décédée le 27 avril 1999 à Zurich) était une soprano suisse d'origine hongroise. C'était l'une des sopranos helvétiques les plus renommées du XXe siècle, avec Lisa della Casa et Edith Mathis. Elle était l'égérie lyrique du chef d'orchestre Ferenc Fricsay, avec lequel elle interpréta notamment Mozart, Verdi et Dvořák. Maria Stader a également chanté sous la direction d'autres chefs célèbres dont Eugen Jochum, Josef Krips, Eugene Ormandy, George Szell, Carl Schuricht, Rafael Kubelík, Bruno Walter, Hermann Scherchen, Otto Klemperer, Ernest Ansermet et Dean Dixon.
Maria Stader était réputée pour la clarté radieuse et la finesse de sa voix, dont elle conserva la fraîcheur de timbre jusque dans les années 1960. Très petite de taille (elle mesurait 1,44 m), elle chantait sur scène sur un podium et interprétait la plupart de ses rôles d'opéra en studio. Stader était une interprète très demandée d'oratorios, de cantates et de lieder et chantait fréquemment Bach sous la baguette de Karl Richter.
Maria Stader a chanté pour la toute dernière fois le 7 décembre 1969 dans le Requiem de Mozart au Philharmonic Hall à New York. Ses tournées l’ont amenée sur presque tous les continents. Elle a chanté non seulement en Europe et aux États-Unis, mais encore au Japon, en Afrique du Sud et en Amérique latine. Elle a également participé à divers festivals, par exemple à Salzbourg, à Lucerne, à Prades et à Aspen. 
Vocalement, elle était souvent associée à la contralto Hertha Töpper.

## Biographie

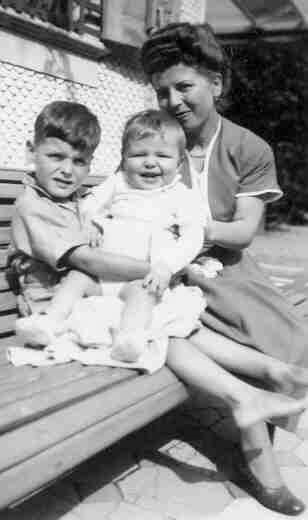
Maria Stader avec son filleul et son fils Martin (à gauche), juillet 1950, sur le Rigi à Klösterli.

Comme les aliments étaient chers en Hongrie pendant et après la Première Guerre mondiale, les parents Molnar avaient de la peine à nourrir leurs cinq enfants. Maria et Elisabeth, sa sœur cadette, étaient sous-alimentées et en 1919 l’Armée du salut arrangea un séjour en Suisse pour les deux fillettes. La famille d’accueil de Maria fit les démarches nécessaires pour que ce séjour de trois mois fût prolongé pour Maria et c’est ainsi qu’elle put séjourner en Suisse pour neuf mois. De retour à Budapest, Maria, tombée malade, avait besoin d’un séjour de convalescence. Sa famille d’accueil en Suisse en eut connaissance et fit tout son possible pour que Maria pût retourner en Suisse. Quand la police des étrangers du canton de Zurich exigea le retour en Hongrie de Maria, sa famille d’accueil chercha pour elle une nouvelle famille d’accueil dans un autre canton. C’est ainsi que Maria arriva dans la famille Stader à Romanshorn qui l’a par la suite adoptée. 
En 1939 Maria épousa Hans Erismann, qui était à l’époque le directeur de musique de Weinfelden et plus tard le chef de chœur du Zürcher Stadttheater. Par l’intermédiaire du mari de son professeur de chant, Mathilde Bärlocher, Maria fit la connaissance du couple Schulthess-Geyer. La violoniste Stefi Geyer s’est par la suite beaucoup engagée pour elle. Ilona Durigo, son professeur de chant, la présenta à Hermann et Lily Reiff (qui était une élève de Liszt). Les Busch, les Walter et les Mann, ainsi que l'élite du Stadttheater et du Schauspielhaus étaient des habitués de la maison des Reiff. C’est par l’intermédiaire de Fritz Busch que Maria Stader est arrivée à Tremezzo, quelques années plus tard, pour suivre des cours à l’école Schnabel. Parmi ses amis Maria Stader comptait le politicien suisse Walther Bringolf, le réalisateur Emil-Edwin Reinert ainsi que de nombreux musiciens dont particulièrement Ferenc Fricsay (dont elle a fait la connaissance par l’intermédiaire de Rolf Liebermann) et Clara Haskil.
Maria Stader a vécu une grande partie de son existence à Zurich, en particulier dans le quartier de Hirslanden, puis dans le Lindenhof, au bord de la Limatt. Le couple Stader-Erismann a eu deux fils, portant les prénoms de Martin et Roland.

## Formation
Maria Stader a pris ses premières leçons de chant chez Mathilde Bärlocher à Saint-Gall et à partir de 1930 à Constance chez Hans Keller (le père de Mathilde Bärlocher). À partir de 1935, elle a suivi des cours chez Ilona Durigo à Zurich puis à Tremezzo chez Therese Schnabel-Behr, l’épouse d’Artur Schnabel et à partir de 1938 chez Giannina Arangi Lombardi à Milan.

## Prix
- 1939 premier prix au Concours de Genève
- 1950 Lilli Lehmann Medaille de la ville de Salzbourg
- 1956 Silberne Mozart-Medaille de la Fondation internationale Mozarteum à Salzbourg
- 1962 Hans-Georg-Nägeli-Medaille (par le Stadtrat de Zurich)

## Articles par Maria Stader
- Ferenc Fricsay, in Diener der Musik. Unvergessene Solisten und Dirigenten unserer Zeit im Spiegel der Freunde. Édité par Martin Müller et Wolfgang Mertz. Tübingen, Rainer Wunderlich, 1965.
- Zusammenarbeit mit Fricsay, in Friedrich Herzfeld (éditeur): Ferenc Fricsay. Ein Gedenkbuch. Berlin, Rembrand, 1964.
- Über Wilhelm Furtwängler, in Furtwängler Recalled. Zürich, Atlantis, 1965.